# Río Limarí
El río Limarí está ubicado en la Región de Coquimbo, Chile. Nace de la confluencia de los ríos Hurtado y Grande, cuatro kilómetros al este de la ciudad de Ovalle.: 2  El curso inferior del río bordea la parte sur del parque nacional Bosque Fray Jorge.
Esta cuenca incluye la presencia de la palma chilena pero actualmente se ve amenazada por la creciente población humana en el centro de Chile.

## Trayecto
La cuenca del Río Limarí se encuentra en la Región de Coquimbo, entre las cuencas del río Elqui al norte y el río Choapa al sur. Se extiende entre las latitudes 30°15' y 31°20' sur, en un área cercana a los 11800 km².
El río está formado por la confluencia de los ríos Grande, que drena la parte sur de la cuenca del Limarí, y Hurtado, que drena la parte norte, Ambos tienen su origen en Cordillera de los Andes, pero el Río Grande tiene una cuenca dos veces mayor que el río Hurtado.
El río Grande recibe varios afluentes notables, los más importantes son el río Cogotí, río Mostazal, río Rapel (Limarí), río Guatulame, río Tascadero, río Molles, río Pama y el río Combarbalá.: 2 
El río Grande y el río Hurtado confluyen a unos cuatro kilómetros aguas arriba de la ciudad de Ovalle, capital de la provincia del Limarí. Desde aquí el río recorre cerca de 70 kilómetros hasta llegar a su desembocadura en el océano Pacífico, en la localidad de Punta Limarí. En su tramo inferior, el río recibe escasos afluentes debido a la escasez de precipitaciones en la región, siendo el último de sus afluentes el estero Punitaqui.
En su trayecto desde Ovalle al mar, el río Limarí fluye por valles muy abiertos, fuerte y repetidamente aterrazados con buenas tierras de cultivo. Cerca del mar, el valle se disminuye su ancho notablemente y entrega sus aguas por un cauce de más o menos 500 m de ancho.
En su desembocadura se encuentra el parque nacional Fray Jorge y el río atraviesa la cordillera de Talinay.

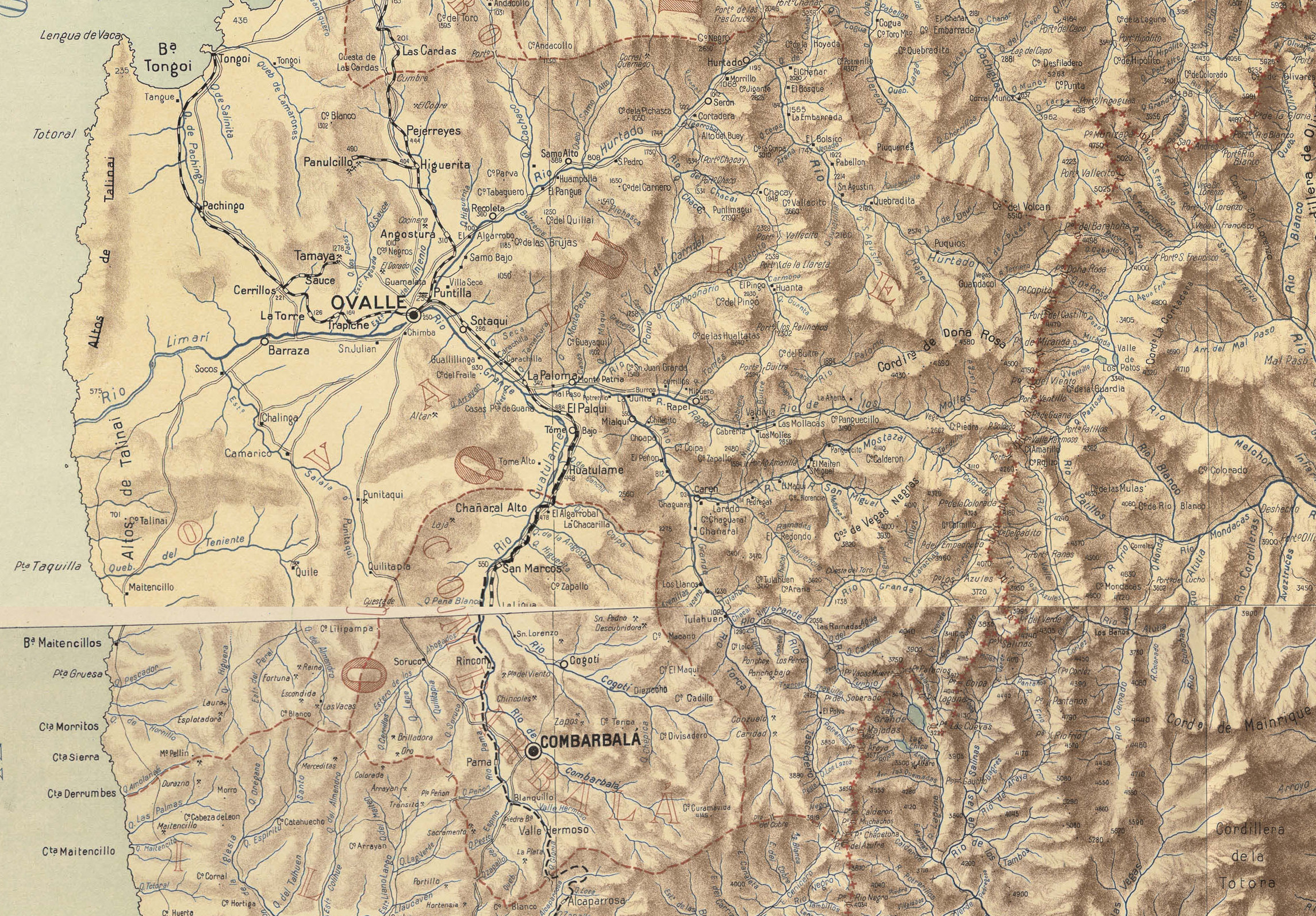
Cuenca del río Limarí.

## Caudal y régimen
Desde el origen en la junta del río Hurtado con el Río Grande (Limarí) hasta su desagüe en el Pacífico el caudal tiene un régimen nivo-pluvial, con crecidas en noviembre y diciembre que llegan con los deshielos cordilleranos, pero también caudales considerables entre julio y agosto que traen las lluvias de invierno. El período de estiaje ocurre en el trimestre dado por los meses de febrero, marzo y abril.: 63 

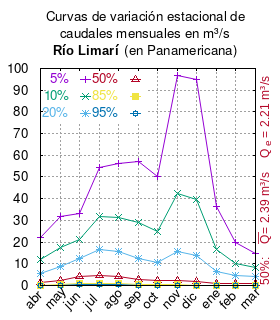
Curvas de variación estacional del río Limarí en Panamericana.

El caudal del río (en un lugar fijo) varía en el tiempo, por lo que existen varias formas de representarlo. Una de ellas son las curvas de variación estacional que, tras largos periodos de mediciones, predicen estadísticamente el caudal mínimo que lleva el río con una probabilidad dada, llamada probabilidad de excedencia. La curva de color rojo ocre (con {\displaystyle {\color {Red}\vartriangle }}) muestra los caudales mensuales con probabilidad de excedencia de un 50%. Esto quiere decir que ese mes se han medido igual cantidad de caudales mayores que caudales menores a esa cantidad. Eso es la mediana (estadística), que se denota Qe, de la serie de caudales de ese mes. La media (estadística) es el promedio matemático de los caudales de ese mes y se denota {\displaystyle {\overline {Q}}}. 
Una vez calculados para cada mes, ambos valores son calculados para todo el año y pueden ser leídos en la columna vertical al lado derecho del diagrama. El significado de la probabilidad de excedencia del 5% es que, estadísticamente, el caudal es mayor solo una vez cada 20 años, el de 10% una vez cada 10 años, el de 20% una vez cada 5 años, el de 85% quince veces cada 16 años y la de 95% diecisiete veces cada 18 años. Dicho de otra forma, el 5% es el caudal de años extremadamente lluviosos, el 95% es el caudal de años extremadamente secos. De la estación de las crecidas puede deducirse si el caudal depende de las lluvias (mayo-julio) o del derretimiento de las nieves (septiembre-enero).

## Historia
Su nombre significa (del mapudungún: Lig madi ‘marí blanco’).
Francisco Solano Asta-Buruaga y Cienfuegos  escribió en 1899 en su Diccionario Geográfico de la República de Chile sobre el río:
Limarí.-—Río del departamento de Ovalle, que es el que se forma de la confluencia de los ríos Guamalata y Guatulame ó Río Grande por los 30º 35' Lat. y 71° 14' Lon., á cosa de cuatro kilómetros al E. de la ciudad de Ovalle, cuyo nombre también toma al pasar por el lado sur de ella. Corre hacia el O. á morir en el Pacífico bajo los 30° 43' Lat. y 71° 43' Lon. al cabo de un curso suave de 50 á 55 kilómetros. A sus márgenes se hallan dicha ciudad y los pueblos de la Chimba, San Julián, la Torre, Tavalí y Barraza. Hasta poco más abajo de esta villa abre un medianamente ancho valle entre riberas bajas y feraces á uno y otro lado, regadas por canales que alimenta su moderado caudal de agua. Hacia su término se estrechan sus márgenes y se hacen más cerriles.
Luis Risopatrón lo describe en su Diccionario jeográfico de Chile (1924) sobre el río:: 838 
Limarí (Rio) 30° 40' 71° 38'. Es formado por los rios Grande i Hurtado, que se juntan a cosa de 4 kilómetros al E de la ciudad de Ovalle, corre hácia el W, pasa por el costado S de dicha ciudad i sigue en un valle medianamente ancho, entre riberas bajas i feraces a uno i otro lado, regadas por canales que alimenta su moderado caudal de agua, hasta poco mas abajo de la villa de Barraza; se estrechan sus márjenes i se hacen mas cerriles en su término de las vecindades del mar, donde presenta una boca de 500 m de ancho, inabordable a causa de la braveza que siempre reina en ella. Los cultivos del valle se encuentran a los 1 000 o 1 200 m de altitud hácia abajo i comprenden unas 10 000 hectáreas de buen terreno regado. Está sometido a crecidas estivales, su largo total alcanza a unos 200 kilómetros, su hoya hidrográfica a 11 670 km² de superficie i su gasto medio a unos 6 m² de agua por segundo. 1, VII, p. 56; 3, II, p. 586 (Alcedo, 1787); 21, IV, pl. XII de Juan i Ulloa (1744); 63, p. 147; 66, p. 68; 223 i 225; 155, p. 372; i 156; i Limaria en 15, carte de Guillaume de L’Isle (1716).